# Ульцхаймер, Хайнц
Хайнц Ульцхаймер (нем. Heinz Ulzheimer; 27 декабря 1925, Хёхст, Веймарская республика — 18 декабря 2016, Бад-Зоден-Аллендорф, земля Гессен, Германия) — западногерманский легкоатлет, двукратный бронзовый призер летних Олимпийских игр в Хельсинки (1952): в эстафете 4×400 м и в забеге на 800 м.

## Спортивная карьера
Выступал за спортивный легкоатлетический клуб "Айнтрахт" (Франкфурт-на-Майне). Практиковал интенсивную интервальную тренировку.
В 1947 и 1948 годах он выиграл титул чемпиона страны в эстафете 3 х 1000 м. Кроме того, он был чемпионом ФРГ по бегу на 400 м с барьерами (1953) и первым немецким чемпионом на дистанции 400 м. 
На летних Олимпийских играх в Хельсинки (1952) выиграл две бронзовые медали: в забеге на 800 метров (1:49,7 мин.) и в эстафете 4 х 400 метров (3:06,6 мин.). Медаль в беге на 800 метров стала первой олимпийской медалью на летних играх для немецких спортсменов после Второй мировой войны. 
На чемпионате Европы в Берне (1954) занял второе место в эстафете 4 х 400 метров (3: 08,8 мин.).
За свои спортивные достижения в октябре 1952 г. был отмечен высшей спортивной наградой ФРГ Серебряным лавровым листом. В 1953 г. ему была присуждена премия имени Рудольфа Харбига.
После окончания спортивной карьеры работал стал мастером автомобильной промышленности во Франкфурте-Бокенхайме, затем владел автозаправочной станцией. Также возглавлял созданный по его инициативе музей спорта во Франкфурте-на-Майне и спортивную ассоциацию Schlappekicker, которая в том числе поддерживала нуждающихся спортсменов. 
Был женат на участнице летних Олимпийских игр в Хельсинки (1952) Марго Глекнер. Их сын Михаэль стал спринтером, выступавшим на национальном уровне в 1970-х гг.